# Dywity
Dywity (dawniej niem. Diwitten) – wieś w Polsce na Warmii, położona w województwie warmińsko-mazurskim, w powiecie olsztyńskim, w gminie Dywity.
W latach 1954–1972 wieś należała i była siedzibą władz gromady Dywity. Po reformie w 1973 r. miejscowość została siedzibą gminy Dywity.
W latach 1975–1998 miejscowość administracyjnie należała do województwa olsztyńskiego.
Liczy ok. 3 tys. mieszkańców.

## Historia
Wieś wzmiankowana w 1354. W 1355 r. kustosz katedry w Olsztynie, za zgodą kapituły warmińskiej, wykupił wszelkie dochody czynszowe ze wsi Dywity na rzecz nabożeństw w katedrze. W tym samym roku kapituła warmińska mianowała Fryderyka z Dobrego Miasta na sołtysa. Otrzymał on 4 wolne od czynszu włoki oraz 40 włok czynszowych na założenie wsi na prawie chełmińskim. Kolejnych 5 włók przeznaczono na utrzymanie kościoła, a 10 włók lasu (między rzeką Wadąg a Jeziorem Dywickim) wieś otrzymała do wyrębu. Wieś lokowana w 1366. Nazwa wsi pochodzi od pruskiego słowa z języka plemienia Warmów – Dywitzen, co oznacza „Góra Boga”, część historyków wywodzi ją od litewskiego słowa Dievytis, co oznacza staw.
Dywity znacznie ucierpiały w czasie wojen w XV i XVI w. i od związanych z nimi klęsk głodu. W 1519 Mikołaj Kopernik przydzielił tu opuszczoną ziemię miejscowemu proboszczowi i sołtysowi. Odnowiony dokument lokacyjny wystawiono w 1688 roku, wystawiony dla sołtysów: Jana Mleczeka (Mleczka) i Michała Maruna. Kolejny raz, w 1765 r., wystawiono odnowiony dokument lokacyjny wsi, tym razem na prośbę sołtysa Jana Kurowskiego. W 1770 r. wieś liczyła 45 włók ziemi. W 1772 r. wieś zamieszkiwała wyłącznie ludność polska wyznania katolickiego. Do połowy XIX w. głoszono tu kazania wyłącznie w języku polskim.
W dniu 10 września 1863 r. w dywickim zajeździe zatrzymał się Wojciech Kętrzyński, konwojujący transport broni dla wojsk powstania styczniowego.
W 1913 r. na terenie Dywit o powierzchni 111 hektarów utworzono „stację balonów wojskowych”. Powstała hala na dwa sterowce o wymiarach 200 m długości, 44 m szerokości i 34 m wysokości. Dowódcą jednego z zeppelinów korzystających w 1915 r. z hali był Ernst Lehmann, znany później jako kapitan sterowca pasażerskiego „Hindenburg”.

## Zabytki
- Kościół neogotycki z 1894–1897, wybudowany na miejscu średniowiecznego (proj. Fritz Heitmann). Bryła bogata w zdobienia, tylne szczyty nawy i prezbiterium. Wieża w dolnych kondygnacjach gotycka z XIV w., nadbudowana w XIX w., wystrój kościoła jednolity, neogotycki[5].
- Kapliczka z dzwonniczką z 1888 r.

## Sport
Działalność drużyn sportowych: siatkarski LZS Dywity, który uczestniczy systematycznie w turniejach na terenie województwa warmińsko-mazurskiego. Od 2009 do 2013 działał klub piłkarski Iskra Dywity, grający w klasie B. Od 2014 r. istnieje uczniowski klub sportowy o nazwie Frendo Dywity.

## Szkolnictwo
- Szkoła Podstawowa im. Marii Zientary-Malewskiej z Oddziałami Dwujęzycznymi.
- Przedszkole Samorządowe nr 1.
- Powiatowa Szkoła Muzyczna (otwarcie 1 września 2010). Muzyczną edukację rozpoczęło w niej 80 uczniów, którzy będą uczyć się gry m.in. na akordeonie, klarnecie, fortepianie, gitarze i flecie.

## Osoby związane z Dywitami
- Przemysław Borkowski
- Piotr Bałtroczyk
- W Dywitach urodził się Franciszek Kwas (1871–1948), działacz warmiński, pisarz ludowy i kolekcjoner folkloru.
- Edward Wilkowski